# 流山 (流山市)
流山（ながれやま）は、千葉県流山市の地名。町である地番整理施行地区（流山一丁目～九丁目）と、大字である未施行地区（大字流山）があるが、本項目では共に取り上げる。郵便番号は、流山一丁目～九丁目、大字流山共に270-0164。

## 地理
流山市南部に位置する。歴史上の流山市の中心地域であり、平和台、加と共に流山市の行政上の中心地でもある。江戸川に沿った縦に長い地域となっている。一丁目に近接して流鉄流山線流山駅、四丁目に市立流山小学校、九丁目に県立流山南高等学校、イトーヨーカドー流山店、九丁目に近接して流鉄流山線平和台駅がある。また、大字流山の飛び地に市立南流山中学校がある。
東は平和台・西平井、西は埼玉県三郷市早稲田、南は南流山、北は加と接している。

### 小字
大字流山には小字が残っているほか、流山一丁目～九丁目は地番整理が行われておらず、前身の大字流山から引き継いだものを中心に11の小字が存在する。ここでは、北から順に列挙する。
- 根郷
- 根郷尻
- 根郷尻下
- 宿分
- 尻下
- 東谷
- 中畑
- 馬場
- 蔵下（流山八丁目と大字流山に跨る）
- 東谷
- 新東谷

消滅した小字
- 四斗蒔（1988年（昭和63年）に南流山七丁目に編入）
- 馬場下（1988年（昭和63年）に南流山七丁目に編入）
- 境田（1988年（昭和63年）に南流山五・六・七丁目に編入）
- 高田（1988年（昭和63年）に南流山三・四・五丁目に編入）
- 五畝割（1988年（昭和63年）に南流山六・七・八丁目に編入）
- 丑之起（1988年（昭和63年）に南流山三・四・五・六丁目に編入）
- 丑沼田（1988年（昭和63年）に南流山六・八丁目に編入）
- 己ノ起一番横手（1988年（昭和63年）に南流山二・三丁目に編入）

## 歴史

### 沿革
- 1869年（明治2年）　葛飾県と葛飾郡流山町からなる。
- 1871年（明治4年）　廃藩置県により印旛県葛飾郡流山町となる。
- 1873年（明治6年）　県の統合及び、郡の分割により千葉県東葛飾郡流山町となる。
- 1889年（明治22年）　東葛飾郡鰭ケ崎村、加村、西平井村、木村、三輪野山村と合併し、東葛飾郡流山町大字流山となる。
- 1951年（昭和26年）4月1日　八木村、新川村と合併し、東葛飾郡江戸川町大字流山となる。
- 1952年（昭和27年）1月1日　江戸川町が流山町に改称。再び、東葛飾郡流山町大字流山となる。
- 1967年（昭和42年）1月1日　市制施行により、流山市大字流山となる。
- 昭和期に流山市流山一丁目～九丁目を新設。流山一丁目～九丁目と大字流山となる。

### 町名の変遷
| 実施後     | 実施年月日       | 実施前（各大字ともその一部）                         |
| ---------- | ---------------- | ---------------------------------------------------- |
| 流山一丁目 | 昭和期           | 大字流山字根郷・字根郷尻                             |
| 流山二丁目 | 昭和期           | 大字流山字根郷・字根郷尻下、大字西平井字二ヶ谷       |
| 流山三丁目 | 昭和期           | 大字流山字根郷                                       |
| 流山四丁目 | 昭和期           | 大字流山字根郷尻下、大字西平井字二ヶ谷・字二ヶ谷羽中 |
| 流山五丁目 | 昭和期           | 大字流山字宿分、字根郷尻下・大字西平井字二ヶ谷羽中   |
| 流山六丁目 | 昭和期           | 大字流山字宿分・字宮下・字東谷                       |
| 流山七丁目 | 昭和期           | 大字流山字宿分・字宮下・字中畑                       |
| 流山八丁目 | 昭和期           | 大字流山字宿分・字中畑・字馬場・字蔵下               |
| 流山九丁目 | 昭和期           | 大字流山字東谷、西平井字柳田・字谷新田               |
| 大字流山   | 明治以前（継承） | 大字流山字蔵下・字東谷・字新東谷・字己ノ起           |

## 世帯数と人口
2017年（平成29年）11月1日現在の世帯数と人口は以下の通りである。
| 大字・丁目 | 世帯数    | 人口    |
| ---------- | --------- | ------- |
| 流山       | 405世帯   | 909人   |
| 流山一丁目 | 147世帯   | 331人   |
| 流山二丁目 | 307世帯   | 665人   |
| 流山三丁目 | 126世帯   | 251人   |
| 流山四丁目 | 214世帯   | 459人   |
| 流山五丁目 | 134世帯   | 325人   |
| 流山六丁目 | 146世帯   | 347人   |
| 流山七丁目 | 142世帯   | 359人   |
| 流山八丁目 | 415世帯   | 1,038人 |
| 流山九丁目 | 174世帯   | 379人   |
| 計         | 2,210世帯 | 5,063人 |

## 小・中学校の学区
市立小・中学校に通う場合、学区は以下の通りとなる。
| 大字・丁目 | 番地       | 小学校               | 中学校               |
| ---------- | ---------- | -------------------- | -------------------- |
| 流山       | 2456～2625 | 流山市立南流山小学校 | 流山市立南流山中学校 |
| 流山       | 933～1155  | 流山市立流山小学校   | 流山市立南部中学校   |
| 流山一丁目 | 全域       | 流山市立流山小学校   | 流山市立南部中学校   |
| 流山二丁目 | 全域       | 流山市立流山小学校   | 流山市立南部中学校   |
| 流山三丁目 | 全域       | 流山市立流山小学校   | 流山市立南部中学校   |
| 流山四丁目 | 全域       | 流山市立流山小学校   | 流山市立南部中学校   |
| 流山五丁目 | 全域       | 流山市立流山小学校   | 流山市立南部中学校   |
| 流山六丁目 | 全域       | 流山市立流山小学校   | 流山市立南部中学校   |
| 流山七丁目 | 全域       | 流山市立流山小学校   | 流山市立南流山中学校 |
| 流山八丁目 | 全域       | 流山市立流山小学校   | 流山市立南流山中学校 |
| 流山九丁目 | 全域       | 流山市立流山小学校   | 流山市立南部中学校   |

## 施設
- 流山市立流山小学校
- 流山市立南流山中学校
- 千葉県立流山南高等学校
- イトーヨーカドー流山店
- 赤城神社
- 流山寺